# 特赖恩
特赖恩是德国巴伐利亚州的一个市镇。总面积10.15平方公里，总人口1830人，其中男性930人，女性900人（2011年12月31日），人口密度180人/平方公里。